# Spiderland
Albums de Slint
Tweez
(1989) Slint
(1994)
Spiderland est le second et dernier album du groupe Slint, sorti en 1991 sur le label Touch and Go Records. L'album a fait l'objet de nombreuses critiques dithyrambiques et, situé au carrefour du metal et du rock, est souvent considéré comme l'élément fondateur du post-rock.
Malgré une modeste reconnaissance à sa sortie, l'album fut finalement vendu à plus 50 000 copies et est devenu un point de repère important dans la musique alternative après la séparation du groupe. Spiderland a exercé une haute influence sur le style de nombreux groupes de post-rock et math rock et a été présenté comme un incontournable par plusieurs musiciens importants de rock indépendant. En 2007 Slint s'est réuni dans le cadre d'une tournée au cours de laquelle l'album était repris en concert dans son intégralité.

## Contexte
Après la sortie du premier album en 1987, produit par Steve Albini et décrit comme une combinaison de « guitares abrasives, de lignes de basse sourdes et de martellements de batterie », le bassiste Ethan Buckler, mécontent du travail d'Albini, quitta le groupe et fut remplacé par Todd Brashear.
Le second enregistrement du groupe fut celui du EP instrumental Slint, qui ne sortit qu'en 1994 et marque une rupture par rapport au son de Tweez et une nouvelle orientation musicale pour le groupe.
Après la fin d'une brève tournée en promotion de Tweez la plupart des membres de Slint allèrent étudier à l'université. Vers le même moment McMahan et Walford commencèrent à écrire ensemble dans l'optique du prochain disque et composèrent six nouvelles chansons qui furent jouées par le groupe durant l'été de 1990. En août de la même année, Slint se rapprocha de River North Records pour enregistrer Spiderland. Aucun chant n'étant à l'origine prévu pour figurer dans l'album, le groupe écrivit les paroles alors qu'il se trouvait en studio. Le producteur Brian Paulson, connu pour ses techniques d'enregistrement live en studio, avec un nombre très réduit de prises se souvient de l'étonnement qu'avait suscité chez lui cet enregistrement : « je me rappelle être assis là, et quelque chose se passait. Je n'ai jamais rien entendu de semblable ».
Les sessions d'enregistrement de Spiderland sont connues pour s'être avérées éprouvantes (« intenses, traumatisantes » selon Dean Carlson) pour les membres du groupe ; des rumeurs coururent soutenant par exemple qu'au moins l'un d'entre eux avait dû être examiné dans un hôpital psychiatrique. Plus tard Walford consigna ces anecdotes dans un article du magazine Select ; il y qualifia l'enregistrement de « sérieux, très intense » et « plutôt stressant ». Il fut achevé en quatre jours.

## Style
Spiderland a été remarqué pour ses rythmiques de guitare abruptes, ses alternances dramatiques de dynamiques et ses signatures rythmiques irrégulières. Le chant de McMahan oscille entre marmonnements de spoken word et cris intenses. Parmi les influences de l'album on peut citer Gang of Four, Black Sabbath ou encore Sonic Youth.
Will Hermes du magazine Spin décrit le son de l'album comme « un King Crimson du milieu des années 1970 contaminé par l'emo : accords de guitare stridents et somptueuses filatures mélodiques dans des instrumentaux à la rythmique étrange, le tout parsemé de mots à la fois parlés et chantés ».

## Description des titres
La première piste de l'album, Breadcrumb Trail, décrit une journée passée dans un carnaval avec un diseur de bonne aventure. La chanson combine arrangements complexes, transitions tranchantes et une guitare fluctuant entre un riff clair et aéré dans les couplets et une forte distorsion avec des notes très aigües dans le refrain.
La seconde piste Nosferatu Man est inspirée du film muet expressionniste Nosferatu le vampire. Le couplet présente un riff de guitare dissonant avec des notes perçantes similaires à celles de Breadcrumb Trail et un rythme de batterie basé sur la caisse claire et les toms, sans cymbale. Le refrain, avec sa guitare tranchante et distordue et un rythme proche du thrash metal, se fond dans un long jam avant que la chanson se termine par un larsen de 30 secondes.
Don, Aman, morceau sans percussions ni batterie, énonce d'une voix parlée pendant la plus grande partie de la chanson les pensées d'une « âme isolée » avant, après et pendant une fête dans un bar. Le tempo s'accélère soudainement et le morceau devient alors lourd et distordu, avant de revenir au tempo initial.
Washer, la plus longue piste de l'album, commence avec une intro tout juste audible à la guitare et aux cymbales, avant l'arrivée du reste du groupe. La chanson monte en tension jusqu'au dernier couplet, qui inclut une lourde distorsion et est suivi d'une longue étape finale.
For Dinner... est une piste d'ambient instrumental, qui commence avec des accords à peine suggérés et occasionnellement soutenus par des toms étouffés et la grosse caisse. Elle alterne phases de montée en tension et de relâchement avant de s'éteindre dans un dernier accord répété pendant la dernière minute.
La dernière chanson de l'album, Good Morning Captain, est basée sur le poème de Samuel Taylor Coleridge La Complainte du vieux marin et se structure autour de deux accords de guitare. L'enregistrement du dernier refrain s'est avéré physiquement très éprouvant pour McMahan, qui devait crier intensément pour couvrir les guitares. David Peschek de The Guardian qualifia Good Morning Captain de « Stairway to Heaven [de Slint], s'il est possible d'imaginer Stairway to Heaven blanchi de toute son emphase ».

## Iconographie

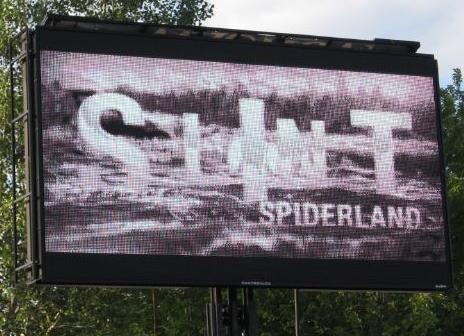
Panneau publicitaire pour une représentation de Spiderland par Slint au Pitchfork Music Festival de 2007

Le nom de l'album (« terre des araignées ») a été inspiré par le jeune frère de McMahan, selon qui l'album évoquait des pattes d'araignées. La pochette noir et blanc de l'album reproduit une photographie par Will Oldham des membres du groupe en train de nager sur place dans le lac d'une carrière abandonnée. Selon Dave Segal, cette pochette contribua à conférer au groupe une sorte d'aura mystique, « telles des runes portant leurs secrets ». 
Chris Gaerig du Michigan Daily a écrit à son propos : « La couverture du chef-d'œuvre de Slint Spiderland capture la crainte joyeuse et la violence de l'album si précisément qu'elle fait trembler les âmes. Le groupe submergé dans un lac jusqu'au menton avec des sourires dérangés semble être en train de vous traquer ». Plusieurs autres images ont été tirées de la même séance de photo avec Oldham.
La photo d'une araignée par Noel Saltzman figure sur l'arrière de l'album, en illustrant le titre. Le livret du disque contient un message demandant aux chanteuses intéressées d'écrire au 1864 douglas blvd. louisville, ky. 40205 ; McMahan a plus tard confirmé que ce message était sérieux et déclara qu'ils avaient reçu plusieurs réponses, écouté des enregistrements qu'ils avaient reçus, mais que l'idée de recruter un nouveau membre fut finalement abandonnée. Certaines éditions du CD contiennent le message « this recording is meant to be listened to on vinyl » (« cet enregistrement est destiné à être écouté sur vinyle »), démontrant la préférence du groupe pour le matériel audio analogique.

## Réception
Spiderland n'a que peu attiré l'attention des critiques à sa sortie. L'une des premières revues d'importance de l'album fut écrite par Steve Albini pour Melody Maker. Albini fut extrêmement laudateur, récompensant l'album de « dix putain d'étoiles » (« ten fucking stars »), et affirmant : « Spiderland est un album majestueux, sublime et étrange, rendu plus brillant encore par sa simplicité et sa grâce tranquille (...) Spiderland est parfait [flawless]. L'enregistrement sec, sans fioritures, est si décharné qu'il donne parfois l'impression d'écouter aux portes. La guitare cristalline de Brian McMahan et la guitare translucide, fluide, de David Pajo semblent se suspendre dans l'espace jusque sous le nez de l'auditeur. Le jeu de batterie, incroyablement précis mais toutefois instinctif, a le même retentissement que s'il était joué dans votre salon. (...) Écoutez ce disque et mettez-vous en une si vous ne les avez jamais vus en concert ».
Les revues suivantes de l'album furent mitigées. Dans l'une d'entre elles, Dean Carlson le qualifie de « l'une des sorties les plus essentielles et terrifiantes de la scène post-rock naissante », tout en le considérant légèrement survalué. Carlson critiqua également le style de chant de McMahan, affirmant qu'« il évoquait trop souvent une pitié étranglée plutôt qu'une véritable empathie ». Robert Christgau attribua à l'album la note de C+, qualifiant Slint d'« art-rockers sans le courage de leurs prétentions » et se montra critique envers les paroles de l'album.
Dans le livre The New Rolling Stone Album Guide du magazine Rolling Stone une note de 2,5/5 est attribuée à Spiderland ; si le critique Mac Randall le trouve meilleur que Tweez, « d'écoute plus facile, avec des chansons plus longues et plus développées », il écrit cependant que « l'absence de quoi que ce soit ressemblant à une mélodie est toujours gênante ».

## Héritage

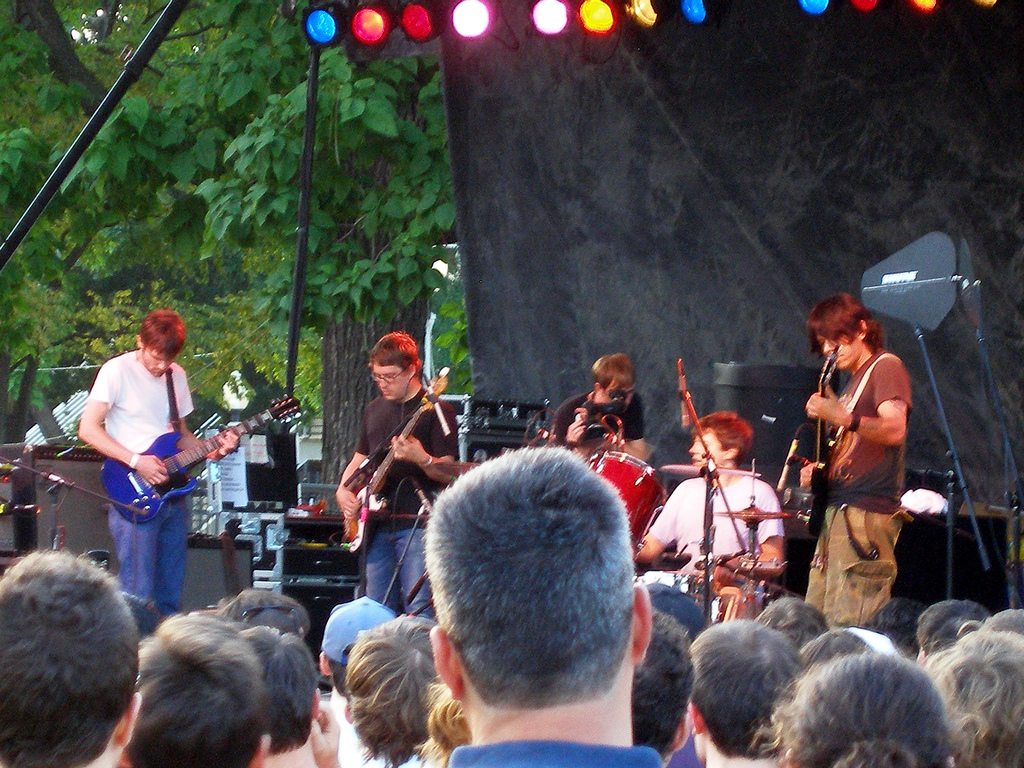
Slint en concert au Pitchfork Music Festival en 2007

Bien que largement ignoré à sa sortie, Spiderland a finalement attiré l'attention avec le temps. Cette plus grande popularité a été en partie attribuée à la présence de la chanson Good Morning Captain sur la bande originale du film Kids de 1995. Il a été vendu à plus de 50 000 exemplaires, bien que Kory Grow du College Music Journal pense que l'album « a inspiré d'innombrables groupes (et donc au moins autant de fans), loin devant son chiffre au Nielsen SoundScan ». Spiderland est devenu un classique du rock indépendant et est considéré, avec Laughing Stock de Talk Talk, comme l'un des premiers catalyseurs des courants post-rock et math rock,.
David Peschek dit de l'album qu'il s'agissait de l'« urtext de ce qui allait être connu sous le nom de post-rock, une réinvention fracturée, presque géométrique de la musique rock, vidée de son impulsion dionysiaque ». Rachel Devine du magazine The List qualifia Spiderland d'album « vraisemblablement le plus disproportionnellement influent dans l'histoire de la musique ».
Devant le succès remporté par l'album, McMahan affirma « Nous avons vraiment travaillé dur sur Spiderland. je veux dire, je le sentais comme beaucoup plus personnel. Je pensais qu'il nous représentait en tant que personnes, beaucoup plus que Tweez. (...) la réponse du public était vraiment réciproque pour nous. J'ai trouvé ça drôle lorsque la presse a commencé à se focaliser dessus. Pour une production indépendante, l'album a attiré un public peu commun et les ventes se poursuivirent trois ou quatre ans après l'enregistrement ; il continue à se vendre mieux qu'à sa sortie ».
Le fondateur du label Touch and Go, Corey Rusk, dit que Spiderland est « comme une icône à présent. mais lorsqu'il est sorti, personne n'y prêta attention ! Le groupe s'était séparé au moment où l'album fut publié ; il ne s'est vraiment pas particulièrement bien vendu et n'a pas fait couler beaucoup d'encre l'année de sa sortie. Mais c'était un disque révolutionnaire, avant-gardiste, et l'un des rares à n'avoir été révélé qu'avec le temps ».
Les groupes de post-rock Mogwai, Godspeed You Black Emperor!, Isis et Explosions in the Sky ont reconnu avoir été influencés par Spiderland.
Lou Barlow, de Dinosaur Jr et Sebadoh déclara à propos de Spiderland : « il fluctuait du calme à la rage sans sonner comme du grunge ou du rock indé. Il sonnait davantage comme un nouveau genre de musique ». PJ Harvey, Bob Nastanovich de Pavement et Mark Clifford de Seefeel ont affirmé qu'il s'agissait de l'un de leurs albums préférés,, ; on dit que la première aurait contacté le groupe en réponse au message de l'album adressé aux chanteuses potentiellement intéressées. La scène représentée par la pochette de l'album fut reproduite par le groupe The Shins dans le clip vidéo de leur chanson New Slang.

## Crédits
- David Pajo – guitare
- Brian McMahan – guitare électrique, chant
- Britt Walford – batterie
- Todd Brashear – guitare basse
- Brian Paulson – ingénieur du son
- Will Oldham – photographie
- Noel Saltzman – photographie

## Distinctions
Spiderland figure dans de nombreuses sélections d'albums ; les plus importantes sont présentées ci-dessous :
| Publication       | Pays        | Sélection                                                                                               | Année | Classement |
| ----------------- | ----------- | --- | ----- | ---------- |
| Alternative Press | États-Unis  | The 90 Greatest Albums of the 90s (« Les 90 plus grands albums des années 1990)                         | 1998  | #34        |
| Nude as the News  | États-Unis  | The 100 Most Compelling Albums of the 90s (« Les 100 albums les plus incontournables des années 1990 ») | 1999  | #23        |
| Pitchfork         | États-Unis  | Top 100 Albums of the 1990s (« Les 100 meilleurs albums des années 1990 »)                              | 1999  | #34        |
| Melody Maker      | Royaume-Uni | All Time Top 100 Albums (« les 100 meilleurs albums de tous les temps »)                                | 2000  | #55        |
| NME               | Royaume-Uni | 100 Best Albums (« Les 100 meilleurs albums »)                                                          | 2003  | #53        |
| Pitchfork         | États-Unis  | Top 100 Albums of the 1990s: Redux (« Les 100 meilleurs albums des années 1990 »)                       | 2003  | #12        |
| Spin              | États-Unis  | 100 Greatest Albums, 1985-2005 (« Les 100 plus grands albums, 1985-2005 »)                              | 2005  | #94        |

Une liste plus complète est disponible sur le site AcclaimedMusic.net.

## Liste des morceaux
1. Breadcrumb Trail – 5:55
2. Nosferatu Man – 5:35
3. Don, Aman – 6:28
4. Washer – 8:50
5. For Dinner... – 5:05
6. Good Morning, Captain – 7:38 (apparait sur la musique du film Kids)